# Elisenda Pérez Esteve
Elisenda Pérez Esteve, née le 23 février 1983, est une femme politique espagnole membre de la Gauche républicaine de Catalogne (ERC).

## Biographie

### Vie privée
Elle est mariée.

### Activités politiques
Elle est élue conseillère municipale de Calonge en 2011.
Le 26 juin 2016, elle est élue sénatrice pour Gérone au Sénat.